# Thomas Noland
Thomas Noland is een magisch realistische stripreeks getekend door de Belgische striptekenaar Franz en geschreven door Daniel Pecqueur.  In deze reeks verschenen vijf albums tussen 1984 en 1998. De albums werden uitgegeven door Dargaud met slappe kaft in de collectie Charlie.

## Inhoud
In de verhalen staan de gebeurtenissen die Thomas in de Vietnamoorlog meemaakt centraal. Thomas heeft als vrijwilliger dienst genomen in het Amerikaanse leger om zijn vader op te sporen die als oorlogscorrespondent in de jungle spoorloos is verdwenen. Het begint vangt aan in het door oorlogsgeweld geteisterde Vietnam. Door middel van flashbacks wordt zijn familiegeschiedenis verteld die begint met de goudzoeker Machus Noland, zijn betovergrootvader. Er lijkt een vloek op hun geslacht te rusten dat achtervolgd wordt door geweld, onrecht en armoede. Naast de Thomas voorvaderen komen diverse personages voorbij, zoals Thomas kameraad 'Johnny'. In het vierde album - Gestrand in de jungle - verschijnt de piloot van een neergestort vliegtuig, die hen de weg naar Loas wijst. 
In de afzonderlijke delen worden veel zijpaden bewandeld die in het afsluitende deel - De meeuw - weer bij elkaar komen. Begonnen als een zoektocht naar Thomas vader wordt het een zoektocht naar Thomas verleden. 

## Magische realisme
Thomas Noland leest als een avonturen roman waarin het verhaal af en toe een magisch realistische sprong maakt en fantastische personages met bovenmenselijke krachten verschijnen en de grens van de normale ruimte en tijd vervaagt.

## Albums
| Nummer | Titel                   | Verschenen |
| ------ | ----------------------- | ---------- |
| 1      | Enkele reis naar de hel | 1984       |
| 2      | De laatste strohalm     | 1985       |
| 3      | De wees van de sterren  | 1987       |
| 4      | Gestrand in de jungle   | 1989       |
| 5      | De meeuw                | 1998       |